# Richard Fullbright
Richard W. 'Dick' Fullbright (Paris, Texas, 1901 - New York, 17 november 1962) was een Amerikaanse jazzmuzikant die contrabass, bassaxofoon en tuba speelde.

## Biografie
Fullbright begon zijn loopbaan als tubaïst in minstrel shows als de Virginia Minstrels. Van 1926 tot 1928 speelde hij bij Alonzo Ross and His DeLuxe Syncopaters, daarna (in Florida) bij Luckey Roberts. Hij verhuisde naar New York en werkte daar met Lou Henry, Charlie Skeete en Bingie Madison, in 1930/31 bij Elmer Snowden en vervolgens, tot 1937, bij Teddy Hill, met wie hij ook op tournee ging in Europa.
Eind jaren 30 werkte hij zowel als bassist als tubaïst. Hij speelde o.a. met Billy Hicks en Dave Martin in hotels in New York. Van 1939 tot 1941 speelde hij bij Zutty Singleto; van 1943 tot 1947 was hij lid van de band van Alberto Soccaras. Hierna trad hij als freelancer met Noble Sissle op in de New Yorkse club Diamond Horseshoe, tevens speelde hij met Buck Washington en Cootie Williams. Fullbright deed tussen 1927 en 1950 mee aan 27 opnamesessies, o.m. van Frankie Newton, King Oliver, Mamie Smith, Trixie Smith, Clarence Williams, Cow Cow Davenport, Dickie Wells, Django Reinhardt en Sidney Bechet. In 1958 trok hij zich terug uit de muziek.